# Dorian Rogozenco
Dorian Rogozenco (publizierend unter der Schreibweise Rogozenko, * 18. August 1973 in Chișinău) ist ein moldauischer Schachspieler, -publizist und -trainer. Seit 1996 ist er Internationaler Großmeister. Von 2014 bis November 2020 war Rogozenco Trainer der deutschen Nationalmannschaft.

## Schachlaufbahn

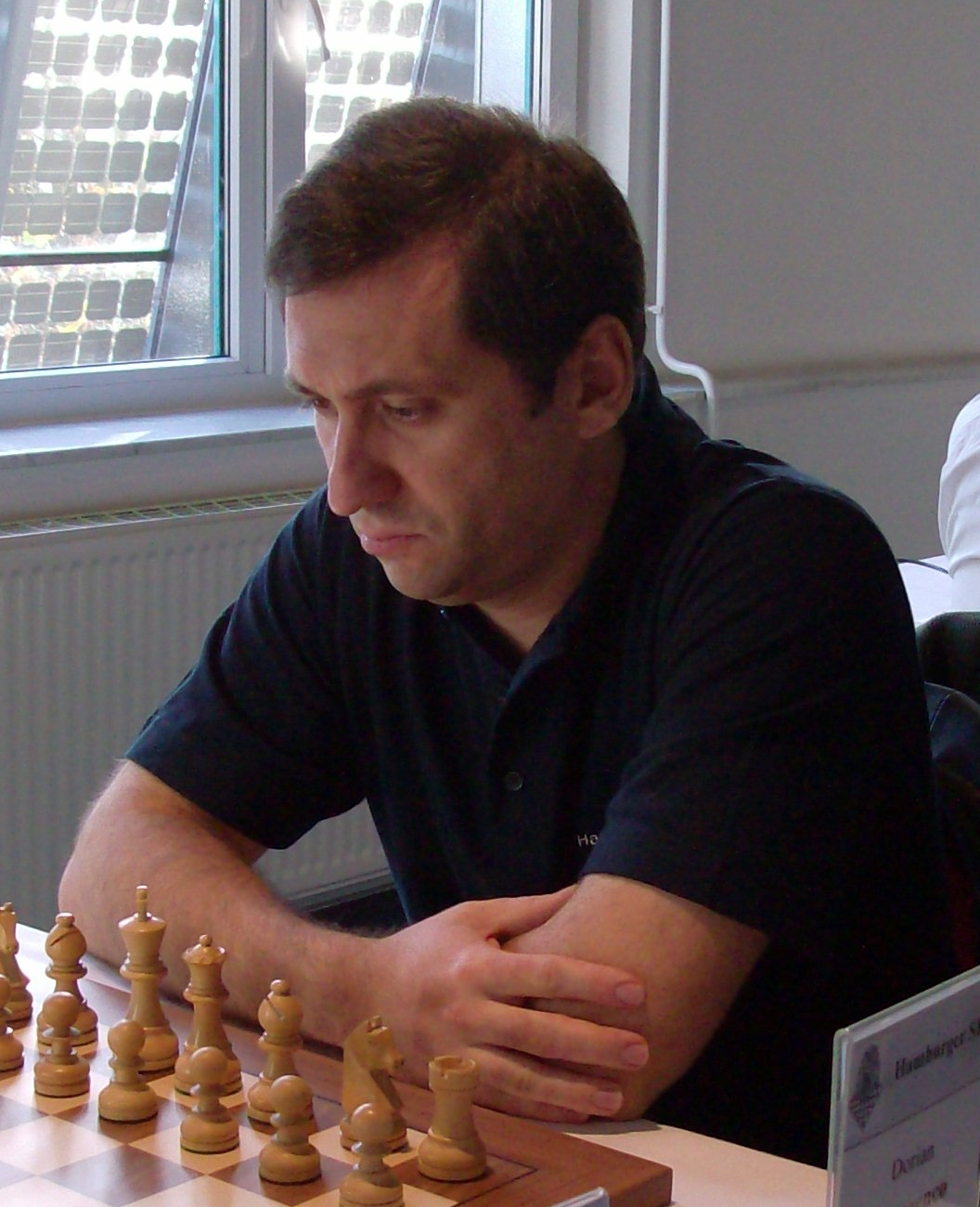
Dorian Rogozenco, 2009

Als sechsjähriger lernte er das Schachspiel. Er war im Schachverein von Chișinău Schüler von Wjatscheslaw Tschebanenko. Rogozenco wurde vierfacher Jugendmeister Moldaus und qualifizierte sich dreimal für die sowjetische Juniorenmeisterschaft.
1992 errang er den Titel eines Internationalen Meisters. Im selben Jahr, im Alter von neunzehn Jahren, gewann er ein Großmeisterturnier in Moskau. Im Jahr seines Studienabschlusses als Sportlehrer an einer Hochschule für Sport und Pädagogik in Chișinău, 1994, gewann er die moldauische Einzelmeisterschaft. Im folgenden Jahr zog er nach Deutschland, um an der Universität Magdeburg zu studieren.
Im Jahr 1996 wurde ihm der Großmeistertitel verliehen. Er gewann mehrere internationale Einzelturniere, darunter das Chemnitz Open 1997 und 1998 ein gut besetztes Turnier in Bukarest sowie ein Open in Eforie Nord. Geteilter Sieger war er im ukrainischen Lwiw 1995 sowie 1997 und 2000 in Hamburg. In den Jahren 2004 und 2008 gewann er außerdem die Internationale Hamburger Einzelmeisterschaft. Bei der FIDE-Weltmeisterschaft 2001/2002, für die er sich in Internet-Vorturnieren qualifiziert hatte, schied er bereits in der ersten Runde gegen Michail Gurewitsch aus.
Seine Ehefrau und seine Tochter spielen ebenfalls Schach und tragen beide den Titel FIDE-Meister der Frauen (WFM).

## Mannschaftsschach

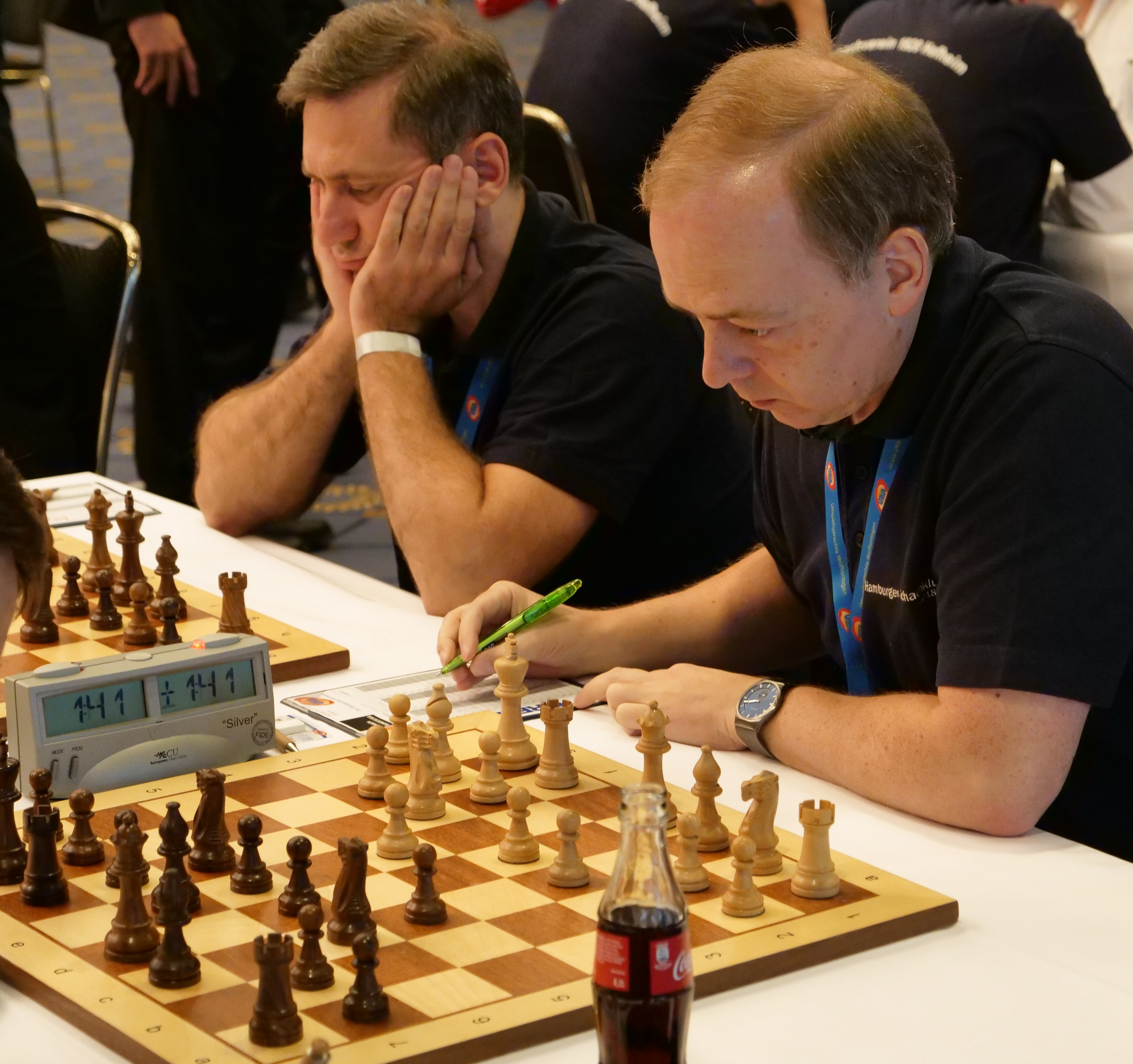
Mit Thies Heinemann (vorn re.) für den Hamburger SK in der Bundesliga-Endrunde 2018 in Berlin

Mit dem moldauischen Team nahm Dorian Rogozenco an der Mannschaftseuropameisterschaft 1992 und an drei Schacholympiaden teil (1994, 1996 und 1998). Bei der Schacholympiade 2000 spielte er für die rumänische Mannschaft. Bei 46 Partien in Schacholympiaden erzielte er 27,5 Punkte (+18 =19 −9). Zwischen 1988 und 1993 spielte Rogozenco außerdem für die moldauische Fernschachmannschaft.
Vereinsschach spielte er in der deutschen Ersten Bundesliga in der Saison 1996/97 und von 1998 bis 2001 für den USC Magdeburg, von 2002 bis 2004 für die Schachfreunde Neukölln, sowie in der Saison 2005/06 und seit 2009 erneut für den Hamburger SK; außerdem hat Rogozenco in Deutschland auch schon in der 2. Bundesliga für den ESV Nickelhütte Aue gespielt. In Rumänien ist sein Verein der CS Studențesc Medicină Timișoara. Früher spielte er dort für die AS RAT Bukarest, mit der er mehrfach die rumänische Mannschaftsmeisterschaft gewann und am European Club Cup 2000 in Neum teilnahm. In der niederländischen Meesterklasse spielte Rogozenco von 1996 bis 2001 für die Bussums Schaakgenootschap, ferner kam er in Frankreich für L'Echiquier Naujacais zum Einsatz. Irischer Mannschaftsmeister wurde er 2010 am Spitzenbrett des Bray/Greystones Chess Clubs. In der tschechischen Extraliga spielt er seit 2010 für die Mannschaft von Výstaviště Lysá nad Labem, mit der er 2019 tschechischer Mannschaftsmeister wurde.

## Schachtrainer
Dorian Rogozenco ist diplomierter A-Trainer der FIDE und war Kadertrainer des Hamburger Schachverbandes. In Rumänien trainierte er unter anderem GM Andrei Murariu und WGM Sabina-Francesca Foișor. Sekundant war Rogozenco unter anderem bei Ruslan Ponomarjow, Viktor Bologan und dem stärksten rumänischen Spieler Liviu-Dieter Nisipeanu. Als Nachfolger von Uwe Bönsch war Rogozenco von Januar 2014 bis November 2020 Trainer der deutschen Nationalmannschaft.

## Schachjournalist und Buchautor
In den letzten Jahren konzentrierte sich Rogozenco stärker auf die Tätigkeit als Journalist, Buchautor und Schachtrainer. Er gab seit 2000 mehrere CD-ROMs heraus, namentlich zur Sizilianischen Verteidigung. Seit Juli 2003 ist er Chefredakteur der rumänischen Schachzeitschrift Gambit. Auf dem ChessBase-Server gibt er Unterricht. Bei der Schachweltmeisterschaft 2008 kommentierte er die Matchpartien für Spiegel Online.

## Veröffentlichungen
Software
- Sizilianisch Sweschnikov. ChessBase, Hamburg 2000, ISBN 3-932466-71-3 (CD-ROM).
- Slawisch. ChessBase, Hamburg 2002, ISBN 3-935602-42-1 (CD-ROM).
- Sizilianisch Drachen 1 B70 - B74. ChessBase, Hamburg 2004, ISBN 3-937549-00-5 (CD-ROM).
- Sizilianisch Drachen 2 B75 - B79. ChessBase, Hamburg 2004, ISBN 3-937549-01-3 (CD-ROM).
- Sicilian Alapin System. ChessBase, Hamburg 2006, ISBN 3-937549-89-7 (CD-ROM).
- Moderne Klassiker. Chess Base, Hamburg 2024 (Videokurs).

Bücher
- Anti-Sicilians. A Guide for Black. Gambit, London 2003, ISBN 978-1-901983-84-5.
- The Sveshnikov Reloaded. Quality Chess, Göteborg 2005, ISBN 978-91-975243-5-3.
- Eight Good Men: The 2020–2021 Candidates Tournament. Elk and Ruby Publishing House, 2021, ISBN 978-5-6041770-7-5.